# Charleroi (Pennsylvania)
Charleroi ist ein Borough im Washington County im Südwesten des US-amerikanischen Bundesstaates Pennsylvania. Das U.S. Census Bureau hat bei der Volkszählung 2020 eine Einwohnerzahl von 4.234 ermittelt.

## Lage
Charleroi liegt am linken Ufer des Monongahela River, einem der beiden Quellflüsse des Ohio River. Rund 35 km nördlich liegt Pittsburgh, das Zentrum der Metropolregion, zu der auch Charleroi gehört.
Am südlichen Rand von Charleroi verläuft in west-östlicher  Richtung die Interstate 70, die südwestlich des Ortes den an dieser Stelle vierspurig ausgebauten U.S. Highway 43 kreuzt. Durch das Zentrum von Charleroi verläuft parallel zum Monongahela River die Pennsylvania Route 88 und eine Eisenbahnlinie der CSX Transportation.

## Geschichte
Charleroi wurde 1890 gegründet und ein Jahr später als Borough eingetragen. Die Bevölkerung betrug im Jahr 1900 knapp 6000 Einwohner und wuchs in den folgenden Jahrzehnten bis 1940 auf fast 11.000 an. Im Jahre 2000 waren es dann nur noch 4871 Einwohner, da der Niedergang der Stahlindustrie zu einer starken Abwanderung der Bevölkerung führte.

## Demografische Daten
Bei der offiziellen Volkszählung im Jahre 2000 wurde eine Einwohnerzahl von 4871 ermittelt. Diese verteilten sich auf 4871 Haushalte in 2258 Familien. Die Bevölkerungsdichte lag bei 2442,5 Einwohnern pro Quadratkilometer. Es gab 2624 Wohngebäude, was einer Bebauungsdichte von 1315,8 Gebäuden je Quadratkilometer entsprach.
Die Bevölkerung bestand im Jahre 2000 aus 95,3 Prozent Weißen, 3,2 Prozent Afroamerikanern, 0,1 Prozent Indianern, 0,3 Prozent Asiaten und 0,2 Prozent anderen. 0,8 Prozent gaben an, von mindestens zwei dieser Gruppen abzustammen. 0,7 Prozent der Bevölkerung bestand aus Hispanics, die verschiedenen der genannten Gruppen angehörten. 
20,5 Prozent waren unter 18 Jahren, 7,1 Prozent zwischen 18 und 24, 27,1 Prozent von 25 bis 44, 20,2 Prozent von 45 bis 64 und 25,0 Prozent 65 und älter. Das mittlere Alter lag bei 41 Jahren. Auf 100 Frauen kamen statistisch 81,4 Männer, bei den über 18-Jährigen 77,1.
Das mittlere Einkommen pro Haushalt betrug 23.593 US-Dollar (USD), das mittlere Familieneinkommen 31.699 USD. Das mittlere Einkommen der Männer lag bei 30.093 USD, das der Frauen bei 23.873 USD. Das Pro-Kopf-Einkommen belief sich auf 13.752 USD. Rund 16,1 Prozent der Familien und 21,3 Prozent der Gesamtbevölkerung lagen mit ihrem Einkommen unter der Armutsgrenze.

## Persönlichkeiten
Die Schauspielerinnen Olive Thomas (1894–1920), Shirley Jones (* 1934), Barbara Bosson (1939–2023) und  Natalie Raitano (* 1966) sowie die Agenturbetreiberin Deborah Jeane Palfrey (1956–2008) wurden hier geboren.